# Look at Me (Geri Halliwell)
Look at Me è il primo singolo da solista della cantante pop britannica Geri Halliwell, pubblicato il 10 maggio 1999 e contenuto nel suo primo album Schizophonic. È stato pubblicato il 10 maggio 1999 dall'etichetta discografica EMI.
Il brano è un misto di ritmi con persino un'orchestra sinfonica che fa il verso a molti brani di Broadway. Il singolo ha debuttato al secondo posto della classifica britannica e venne accolto calorosamente dal pubblico, che già la apprezzava come una delle componenti delle Spice Girls. Il singolo conteneva due remix della canzone e la traccia video della stessa. Ottenne il disco o'oro in patria, con 330 000 copie vendute.

## Il video
Il video, girato in bianco e nero, la vede dividersi in quattro personaggi e addirittura celebrare il funerale di Ginger Spice, il personaggio affiancatole durante il periodo di militanza tra le Spice Girls. Proprio con questo simbolico gesto Geri ha voluto porre fine alla sua collaborazione con le ex colleghe.

## Tracce e formati
UK CD Maxi

(Pubblicato il 10 maggio 1999)
1. "Look At Me" [Single Version] - 4:08
2. "Look At Me" [Mark!s Big Vocal Mix Surgery Edit] - 7:30
3. "Look At Me" [Terminalhead Remix] - 5:55
4. "Look At Me" Enhanced Video

UK CD Maxi - Special Edition

(Pubblicato il 10 maggio 1999 - Presented in a Special Digipack including four postcards)
1. "Look At Me" [Single Version] - 4:08
2. "Look At Me" [Mark!s Big Vocal Mix Surgery Edit] - 7:30
3. "Look At Me" [Terminalhead Remix] - 5:55
4. "Look At Me" Enhanced Video

European CD Maxi

(Pubblicato il 10 maggio 1999)
1. "Look At Me" [Single Version] - 4:08
2. "Look At Me" [Mark!s Big Vocal Mix Surgery Edit] - 7:30
3. "Look At Me" [Terminalhead Remix] - 5:55

European 2-Track CD Single

(Pubblicato il 10 maggio 1999)
1. "Look At Me" [Single Version] - 4:08
2. "Look At Me" [Terminalhead Remix] - 5:55
3. "Look At Me" Enhanced Video

Japanase CD Single

(Pubblicato il 16 giugno 1999)
1. "Look At Me" [Single Version] - 4:08
2. "Look At Me" [Mark!s Big Vocal Mix Surgery Edit] - 7:30
3. "Look At Me" [Terminalhead Remix] - 5:55
4. "Look At Me" [Sharp Boys Vocal Remix] - 7:48
5. "Look At Me" [Sharp Boys Queeny Dub] - 7:21

Italian 12"

(Pubblicato 10 maggio 1999)
Side A:
1. "Look At Me" [Mark!s Big Vocal Mix Surgery Edit] - 7:30
2. "Look At Me" [Mark!s Fantasy Dub] - 8:44

Side B:
1. "Look At Me" [Sharp Boys Vocal Mix] - 7:48
2. "Look At Me" [Full Length Version] - 4:31

## Classifiche
| Paese             | Posizione massima |
| ----------------- | ----------------- |
| Nuova Zelanda     | 1                 |
| Regno Unito       | 2                 |
| Italia            | 3                 |
| Australia         | 3                 |
| Finlandia         | 8                 |
| Norvegia          | 12                |
| Belgio (Vallonia) | 12                |
| Svezia            | 14                |
| Svizzera          | 15                |
| Paesi Bassi       | 26                |
| Austria           | 27                |
| Francia           | 27                |
| Belgio (Fiandre)  | 32                |

| Classifica di fine anno (1999) | Posizione |
| ------------------------------ | --------- |
| Italiana                       | 48        |